# Trox cambodjanus
Trox cambodjanus är en skalbaggsart som beskrevs av Riccardo Pittino 1985. Trox cambodjanus ingår i släktet Trox och familjen knotbaggar. Inga underarter finns listade i Catalogue of Life.